# Beamer
Beamer — пакет з дистрибутиву LaTeX, що дозволяє створювати структуровані презентації в форматі pdf.
Створені презентації мають чітко виражену структуру (бо створюються з допомогою LaTeX і містять структурні одиниці: розділи, параграфи, переліки) по якій зручно орієнтуватися/переміщуватися під час презентації. Змушує автора до структурування тексту, крім того, внаслідок того що це LaTeX, має величезні можливості з приводу написання математичних формул, і, в принципі, представляє користувачу всю потужність LaTeX для створення наукових презентацій.

### Посібники
- Керівництво з використання класу beamer
- Introduction to Beamer — How to make a presentation [Архівовано 5 березня 2013 у Wayback Machine.]
- A nice tutorial with examples on the usage of Beamer Latex class [Архівовано 23 грудня 2008 у Wayback Machine.]
- Another nice tutorial
- Beamer by Example from PracTEX Journal, many examples of both TeX source and formatted output [Архівовано 31 травня 2012 у Wayback Machine.]